# Artaxata

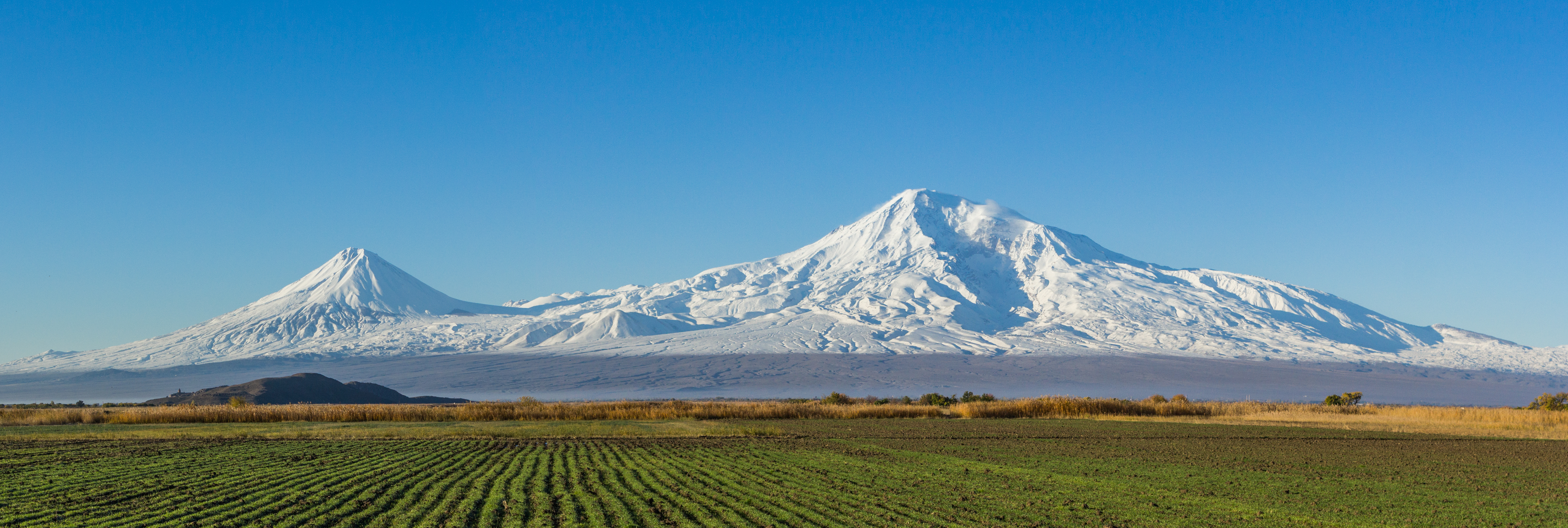
Vue du mont Ararat qui dominait Artaxata, dont l'emplacement est situé précisément sur la gauche de l'image (colline visible servant d'acropole).

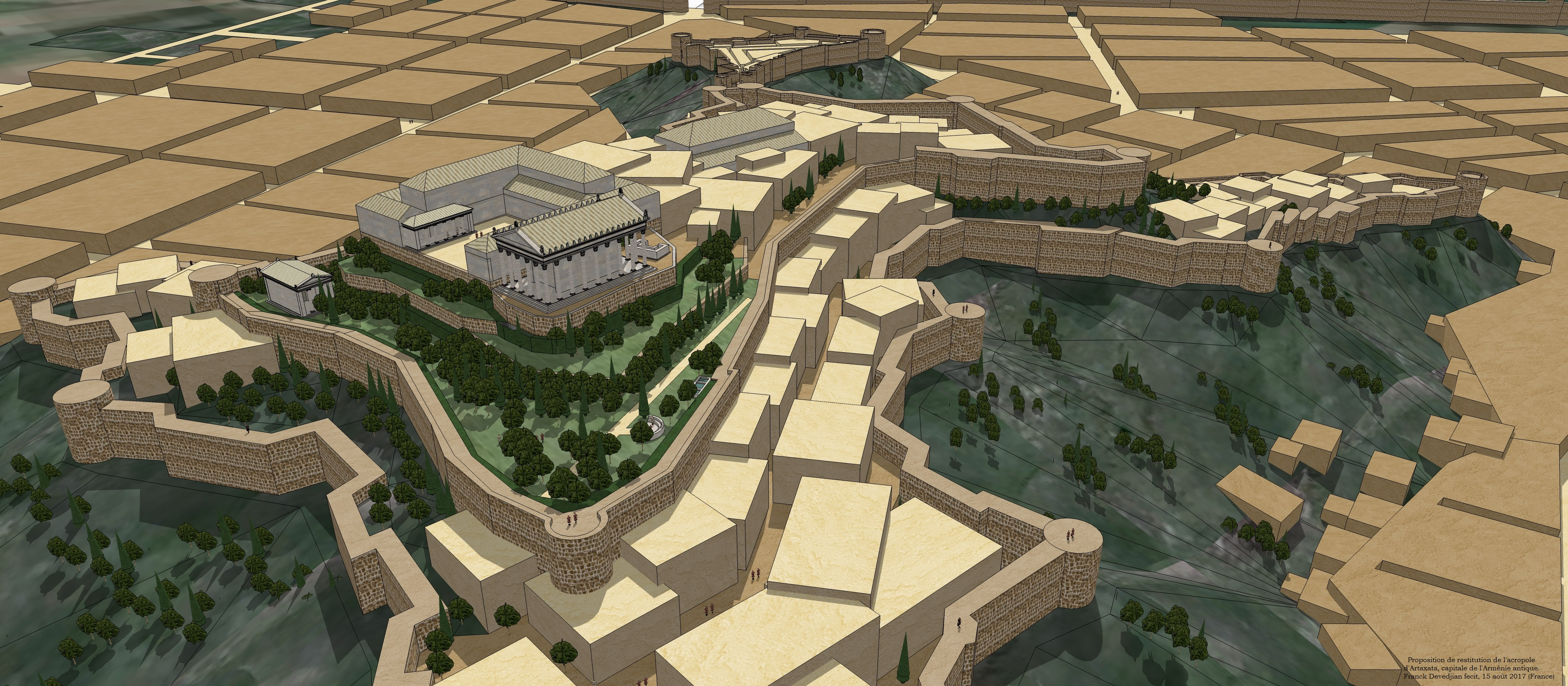
Proposition de restitution de l'acropole d'Artaxata, vers 200 après J.C.

Artaxata ou Artaxate (Artashat en arménien : Արտաշատ, grec ancien : Ἀρτάξατα) est une ancienne capitale du royaume d'Arménie. La ville était située à l'emplacement de l'actuel village de Lusarat.

## Historique

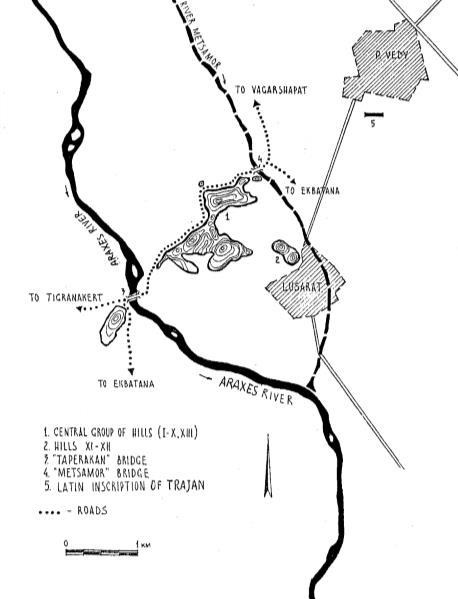
Plan général restitué d'Artaxata, par Armen Tonikian.

Bâtie en 187 av. J.-C. par le roi d'Arménie Artaxias sur les conseils d'Hannibal — ce qui lui valut le surnom de Carthage d'Arménie — elle fut détruite par Corbulon. Rebâtie par Tiridate Ier qui lui donna le nom de Neronia en l'honneur de Néron, elle fut à nouveau prise par Trajan en 116 et abandonnée en 117. Puis, la ville eut à nouveau à souffrir fortement de la guerre, lorsqu'elle fut prise après un long siège vers 163 par Statius Priscus. Si les sources historiques mentionnent sa destruction, l'archéologie a montré qu'elle avait simplement perdu son rôle de capitale. Sous Commode, elle frappe de la monnaie et porte le titre de metropolis.
Elle fut abandonnée au IIIe siècle, puis relevée à diverses reprises, remplacée durant une brève période par Tigranakert en tant que capitale de l'Arménie à partir de 75 av. J.-C.

## Les rois qui ont régné sur Artachat
- Artašēs Ier (189-159 av. J.-C.)
- Artavazde Ier (159-149 av. J.-C.)
- Tigrane Ier (149-123 av. J.-C.)
- Artavazde (II) (123-95 av. J.-C.)
- Tigrane II le Grand (95-55 av. J.-C.)
- Artavazde II (55-34 av. J.-C.)
- Artaxias II ou Ardachès II (30-20 av. J.-C.)
- Tigrane III (20-6 av. J.-C.)
- Tigrane IV (6 av. J.-C. - 1 ap. J.-C.)

## Description de la ville par les auteurs anciens
Strabon donne une description de la capitale, dans sa Géographie, au chapitre dédié à l'Arménie : 
"En fait de villes, les deux principales que possède l'Arménie sont Artaxata, qu'on nomme aussi quelquefois Artaxiasate, parce qu'elle fut fondée par Hannibal pour le roi Artaxias et Arxate, située comme l'autre sur l'Araxe, mais près de la frontière de l'Atropatène, tandis qu'Artaxata, grande et belle cité qui sert de résidence ordinaire aux rois d'Arménie, s'élève à l'entrée de la plaine Araxène. Elle a été bâtie là dans une espèce de presqu'île formée par un coude du fleuve, qui baigne par conséquent ses murs de trois côtés pendant que le quatrième côté figurant l'isthme de la presqu'île est fermé par un fossé et un mur ou retranchement, sans compter qu'à peu de distance de la ville se trouvent les châteaux forts de Babyrsa et d'Olané, dont Tigrane et Ariavasde avaient fait leurs trésors. [Ces forteresses, du reste, n'étaient pas les seules que possédât l'Arménie.] Il y en avait d'autres encore sur les bords de l'Euphrate, Artagira notamment ; mais celle-ci entraînée par Adoua son gouverneur essaya de se soustraire à l'autorité romaine, et, après un long siège, les légats de César s'en emparèrent et rasèrent ses murs."

## Description détaillée de la ville

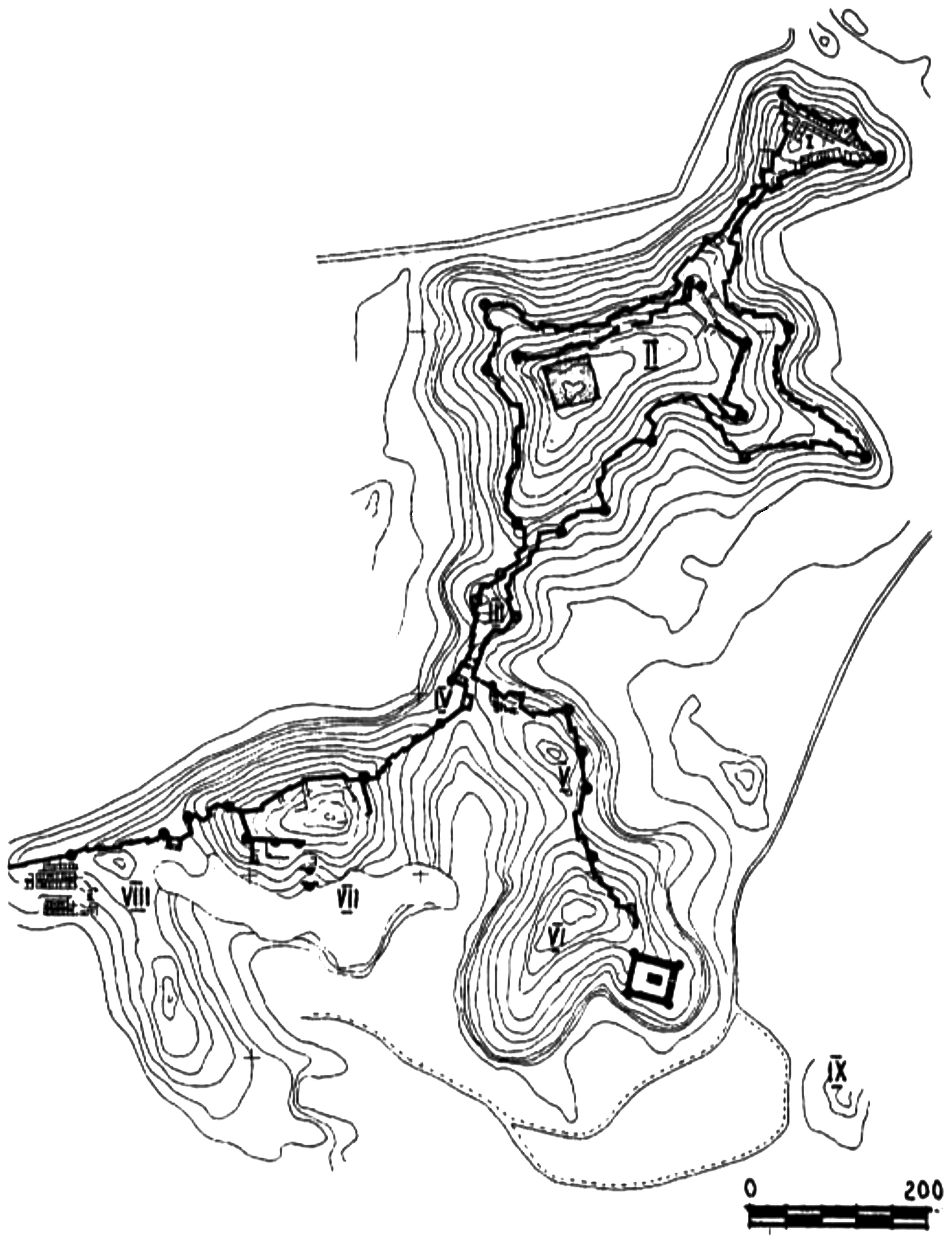
Plan général de l'acropole d'Artaxata, avec les légendes des différentes collines (Hill). Armen Tonikian.

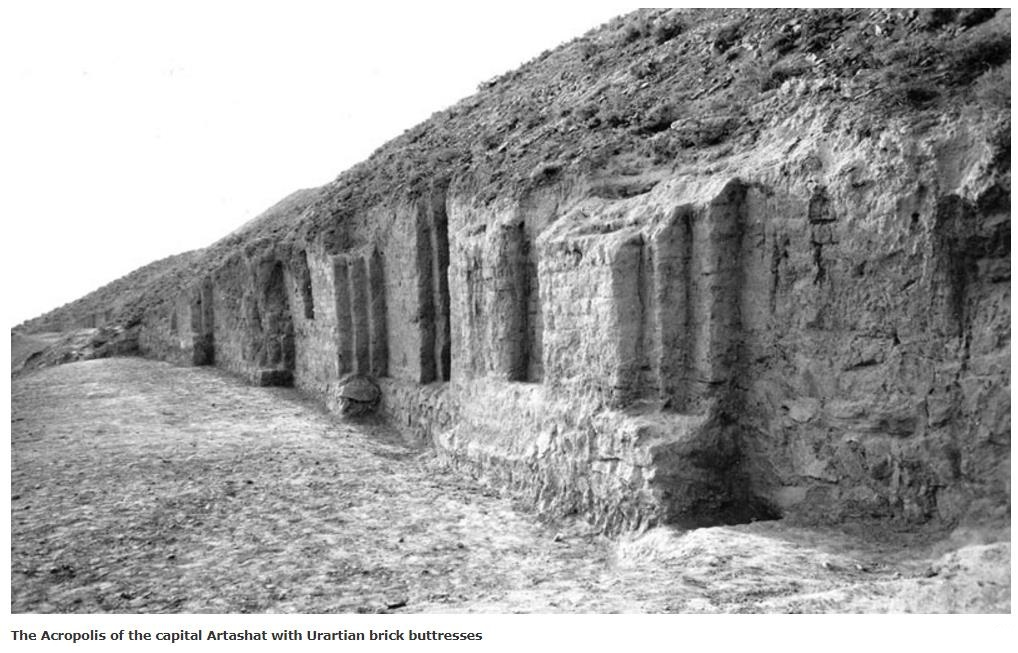
Photographie ancienne des fouilles d'Artaxata, avec des constructions datant de l'Urartu.

La ville a été construite au confluent de deux rivières, l'Araxe et la Metsamor.
Comme l'ont décrit Strabon et Tacite, les murs de la forteresse d'Artaxat formaient un ensemble de plus de 10 km, dont 5 km ont été creusés. Les murs entouraient toute la ville, y compris les collines, l'acropole, et la ville basse. Le deuxième mur de la forteresse de l'acropole était Urartéen, reconstruit en utilisant les principes militaires hellénistiques de défense ; les tourelles d'angle ont été remplacées par des tours rondes de 13 à 15 mètres de diamètre. 
La ville disposait de l'eau courante, d'un système d'évacuation des eaux usées, et de bains publics. La ville a reçu son eau potable de Vedi, par l'intermédiaire de grands tuyaux d'argile blanche (45 x 55 cm). Le système d'eau était performant pour au moins 100 000 personnes. Des tuyaux plus petits (10 cm) ont transporté l'eau vers les quartiers supérieurs de la ville. Les caniveaux de drainage ont été découverts dans différentes parties de la ville. Les Arméniens connaissaient bien les techniques de construction d'un nouveau type de structures - les bains - assez communs dans le monde gréco-romain. Deux bains privés ont été découverts sur Hill 8 et un troisième bain thermal à côté du temple Tir-Apollo, qui a utilisé l'eau de la rivière Araxe.
Artaxata occupait environ 400 hectares de territoire à son apogée, ce qui en faisait l'une des plus grandes villes du monde hellénistique et elle est restée la capitale de l'Arménie pendant 600 ans, comme symbole de son pouvoir et de son indépendance.

### La forteresse (Hill I)
Cette colline est située vers le côté nord-est le plus éloigné, le plus facilement accessible. Il a été protégé par un ensemble triangulaire de murs de taille importante, et il est la partie la mieux conservée du site archéologique, complètement excavée. La colline a conservé les restes d'une citadelle, véritable place forte militaire, et les fondations d'une rue principale, des rues secondaires et des fondations de bâtiments qui peuvent même être vues à partir de photos satellites. Les bâtiments comprennent des structures résidentielles et des ateliers de forgeron-arsenal. Dans cette zone, on a découvert 3 000 lances, des épées, des poignards, une statue de marbre et des fragments, des poteries, du verre, des pièces en métal et d'autres objets.

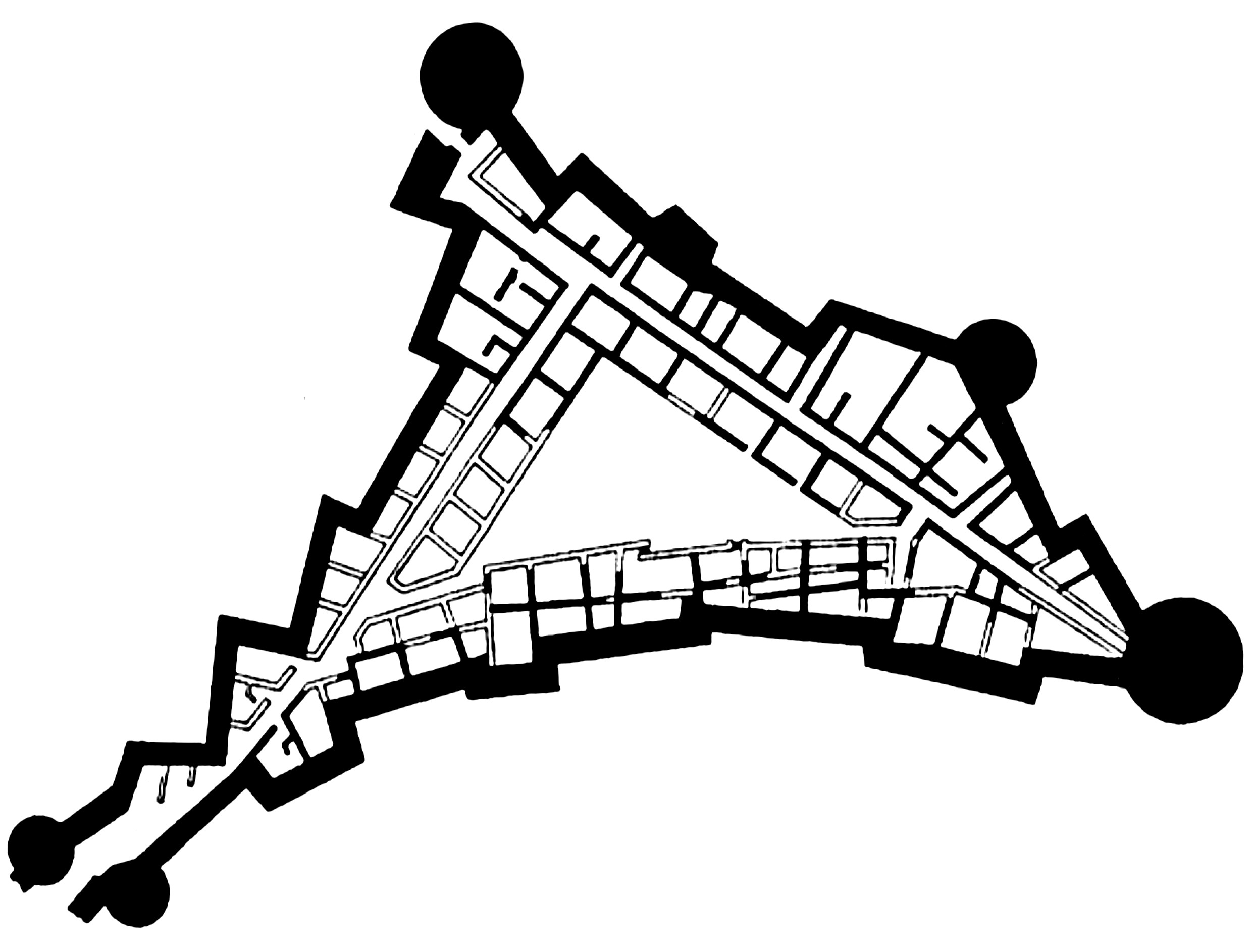
Plan de la forteresse nord, hill I, par Armen Tonikian.

### La citadelle et le palais (Hill II )
La colline dite de l'Hill II était la plus haute de toute la ville (environ 70 mètres de haut par rapport au niveau bas de la capitale). C'est là que devait se situer le palais des rois d'Arménie, puisque ce lieu était l'espace le plus sécurisé de toute la capitale, au moyen d'une double enceinte colossale. Le palais possédait une superbe vue sur le mont Ararat. Un espace carré, d'environ 50 mètres de côté, a été retrouvé, il devrait s'agir des soubassements du palais. Il ne faut pas douter de l'embellissement du lieu par l'érection d'un ou plusieurs temples dédiés aux divinités tutélaires de l'Arménie, dont la déesse Anahit. En outre, le palais devait disposer d'un jardin d'agrément situé plein sud.

### Riches maisons (Hill V)
Le hill 5 était une zone résidentielle. Les fouilles ont permis de découvrir des traces de grands poêles, de maisons résidentielles et des restes d'une archive privée. Il est possible qu'une maison sur mesure et une place du marché soient également situées à cet emplacement.

### La zone des temples (Hill VI)

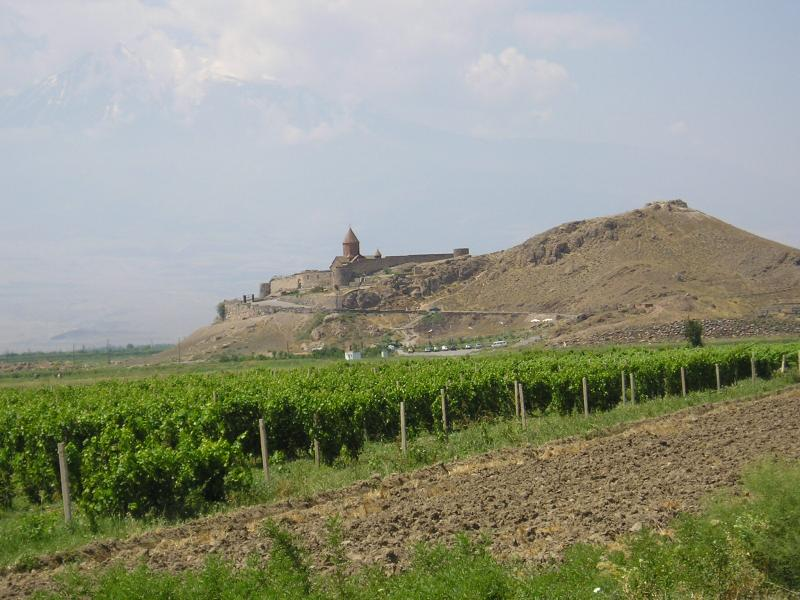
Vue de la colline VI

De nos jours, cette zone correspond au monastère de Khor Virap, lieu sacré pour les Arméniens chrétiens, où une église dédiée à St Grégoire l'Illuminateur a été édifiée. Il faut supposer que cette église a été bâtie à l'emplacement d'un ancien sanctuaire païen.

### La zone d'habitations et d'artisans (Hills VII & VIII)
Les collines 7 et 8 ont été habitées par un mélange de citoyens ordinaires et de rang moyen d'Artashat, ainsi que des membres de métiers artisanaux. Ont été découvertes des preuves d'ateliers de poterie, de citron vert, de métaux et de verre. 

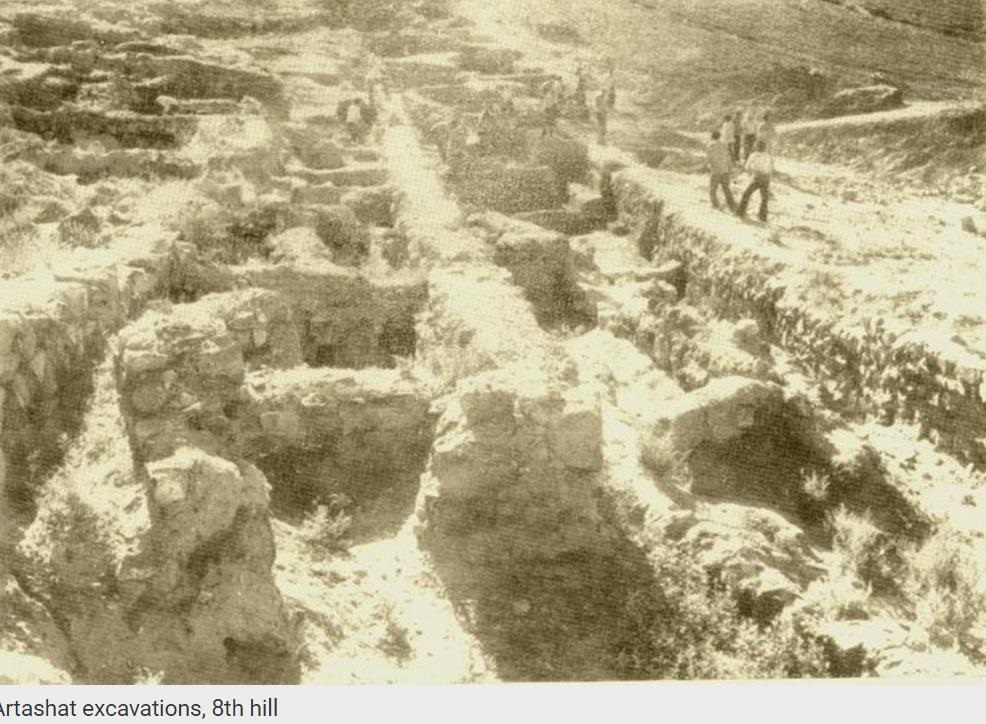
Fouilles du Hill 8 d'Artaxata.

### Découverte de bains romains

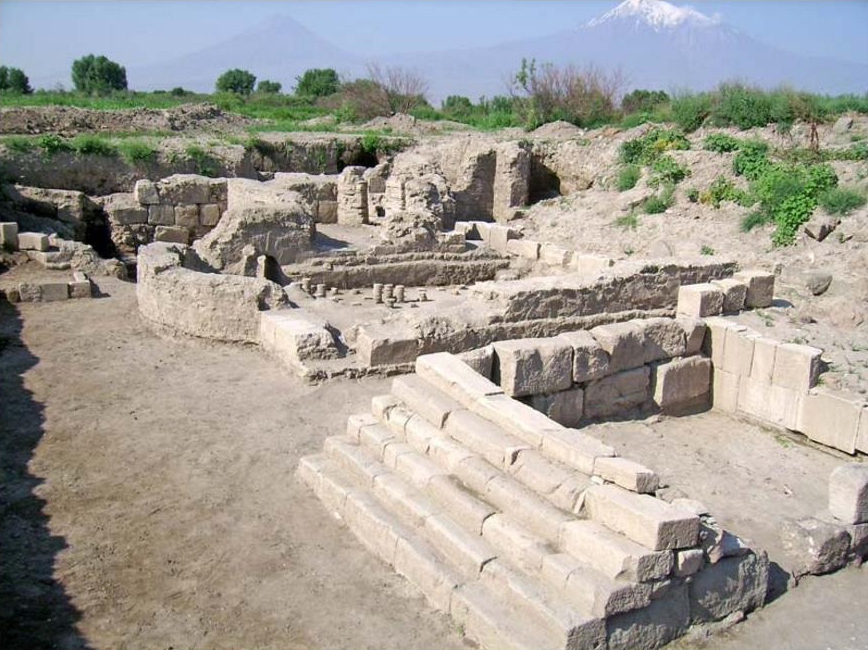
Photographie des fouilles des bains, proche de la rivière Araxe.

Situés au nord-est du temple de Tir-Apollon, les bains publics ont utilisé le système d'hypocauste romain pour chauffer les pièces et l'eau, comme les bains royaux à Garni et Vagharshapat. L'air chaud du four pénétrait dans les espaces entre les murs et les planchers par des ouvertures voûtées, pour chauffer les pièces. L'air dans les salles chauffées de cette façon était considéré comme plus sain. Ils étaient situés dans un bâtiment massif dont seulement 7 chambres ont été découvertes. Les tuyaux d'argile amenaient l'eau de la rivière Araxe au bain et l'eau chauffée au bain lui-même. Un système de tuyaux en argile a été trouvé dans les salles six et sept. Le système d'égouts a été découvert avec des lavabos. Les sols des bains étaient revêtus d'un mélange étanche de béton qui était de couleur rose. Construits entre la fin du IIe et le début du IIIe siècle, les bains ont été ruinés et reconstruits au début du IVe siècle. Toutes les pièces étaient recouvertes d'un sol en mosaïque en pierre faite de felsite, le fond en blanc avec des motifs rectangulaires fabriqués à partir de smalt (cubes de verre colorés opaques). Cette mosaïque particulière a été trouvée dans la deuxième et partie de la cinquième salle, avec d'autres pièces présentant des fragments ou de petites sections du même dessin.

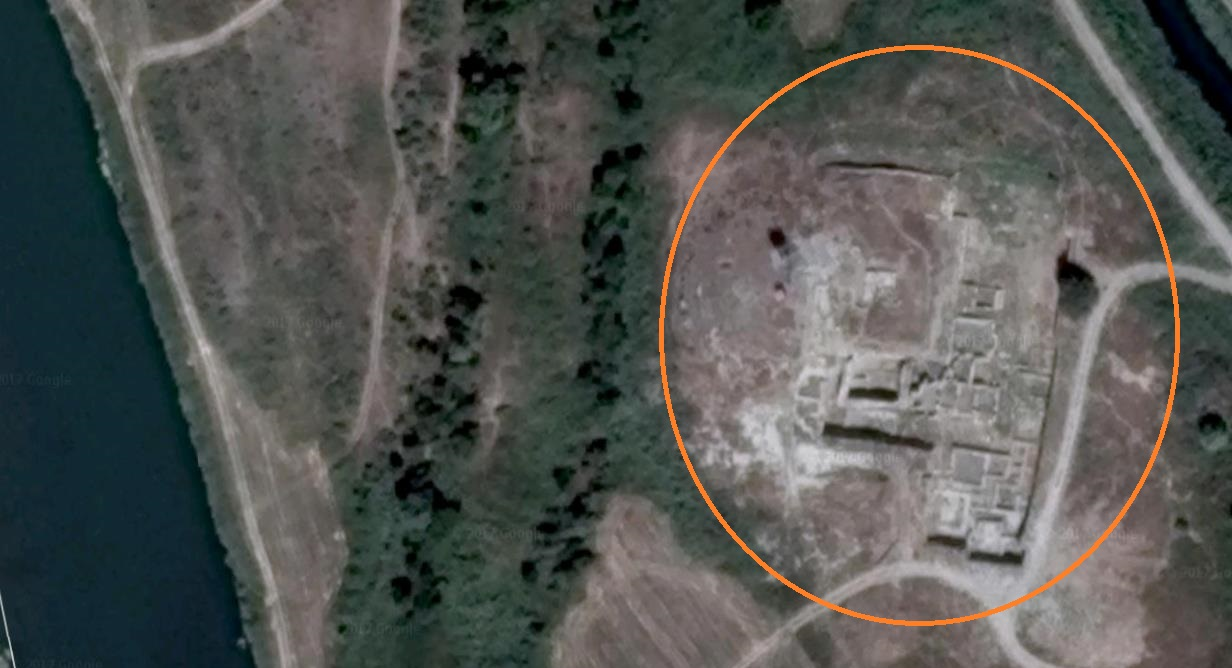
Vue aérienne des fouilles de la zone des bains, près de l'Araxe.
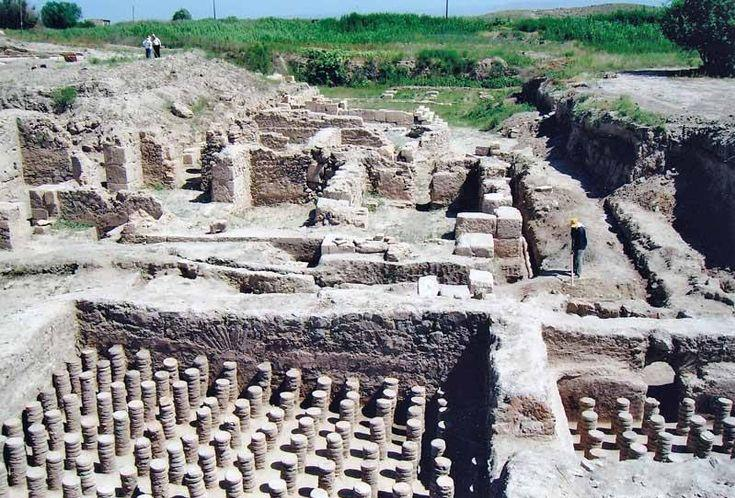
Photographie des fouilles des bains d'Artaxata.
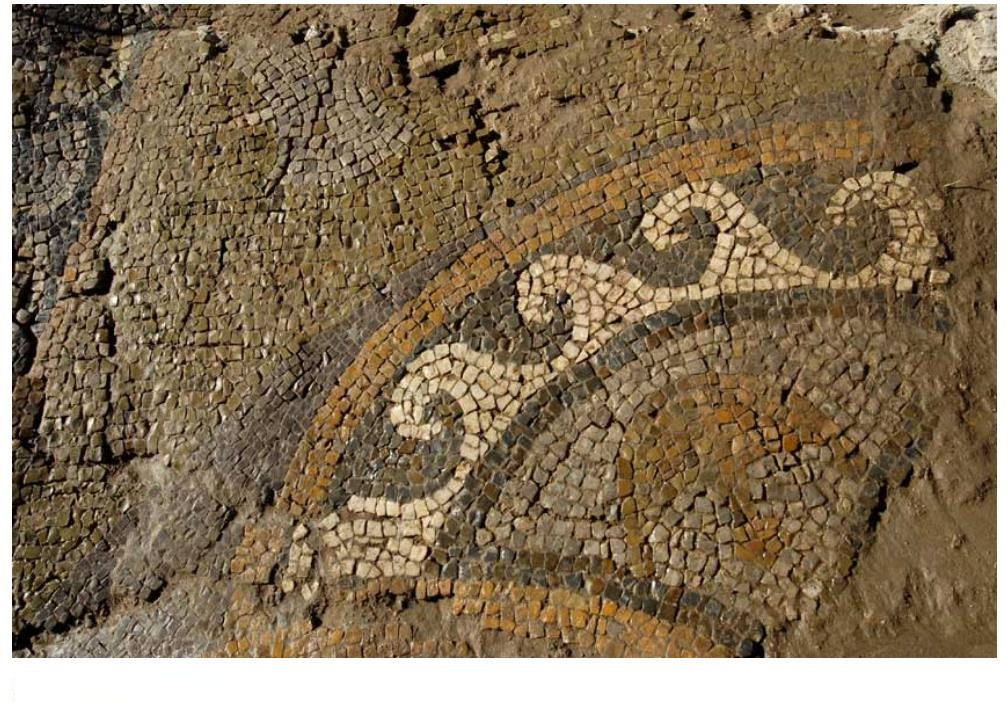
Fragment de mosaïque retrouvée dans les bains.

### Le temple de Tir-Apollon
Le site est situé sur la rive gauche de la rivière Araxe, à côté du pont Taperakan. Un précédent complexe de temples (189/188 av. J.-C.) a été détruit au début du Ier siècle, lors de la campagne romaine dirigée par Domitius Corbulon, qui a incendié la ville en 59 après J.C. Une nouvelle plate-forme a été construite sur l'ancienne sous le règne de Tiridate Ier (53-60). La plate-forme et le temple étaient faits de calcaire. Six grandes marches (4,85 m) ont conduit à l'entrée orientale du temple. Les murs étaient décorés avec des sculptures en bas relief. Pendant longtemps, les emplacements de ce site ont été inconnus et largement contestés.
Parmi les artefacts retrouvés, il y avait des tailles et des types variés de poterie importées et fabriquées localement, y compris une trouvaille remarquable, un bol à lisses rouge lustré. On y a également retrouvé une tête d'aigle faite de calcaire avec les yeux et le cou peints en rouge foncé. Dans les temps anciens, le lion était le symbole du soleil d'été et l'aigle était le symbole du soleil et du messager des dieux. 
Après que le christianisme ait été adopté comme religion d'État, le nouveau temple a été détruit.

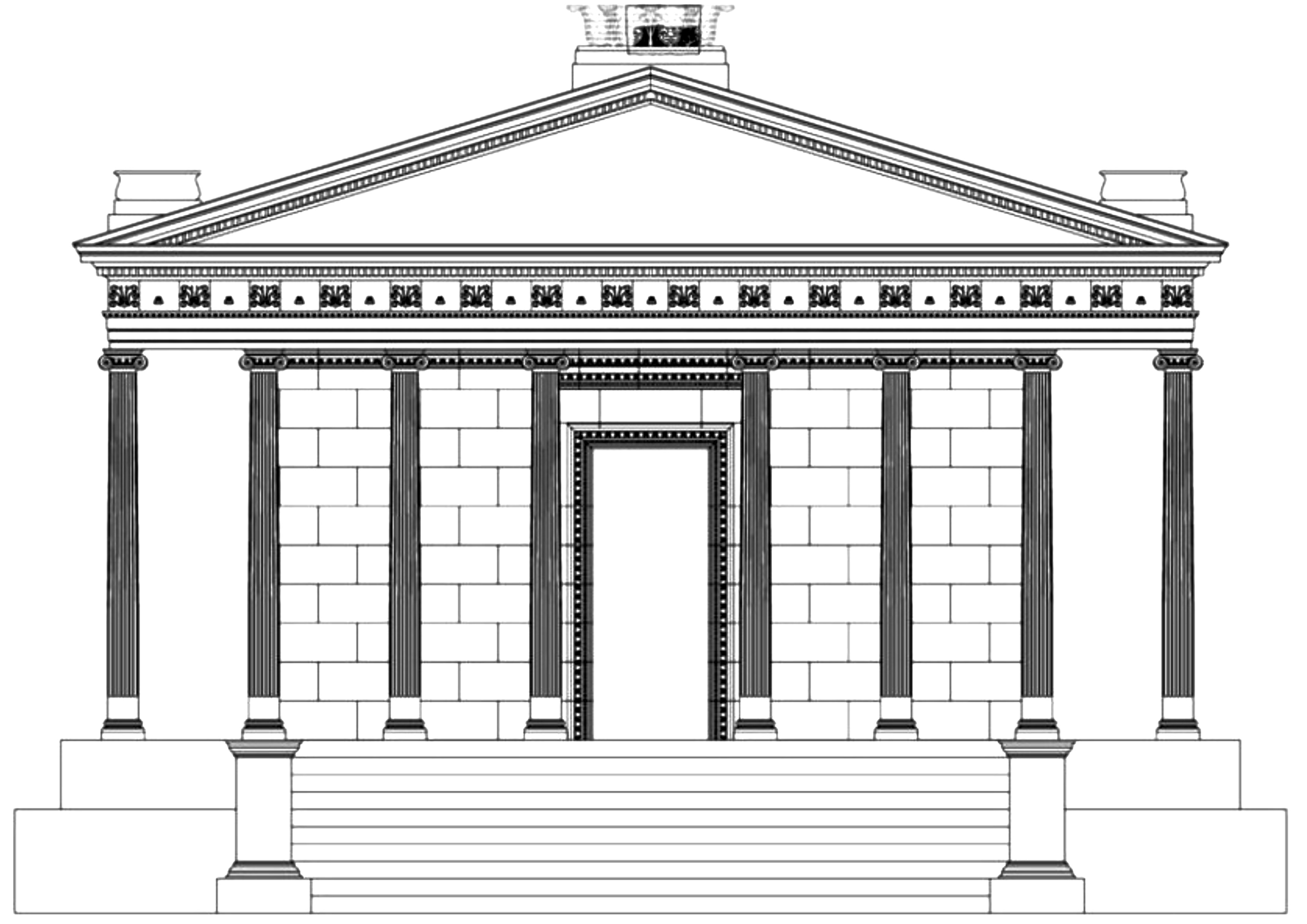
Proposition de restitution du temple de Tyr-Apollon, situé au sud des bains, près de l'Araxe et de l'ancien pont.
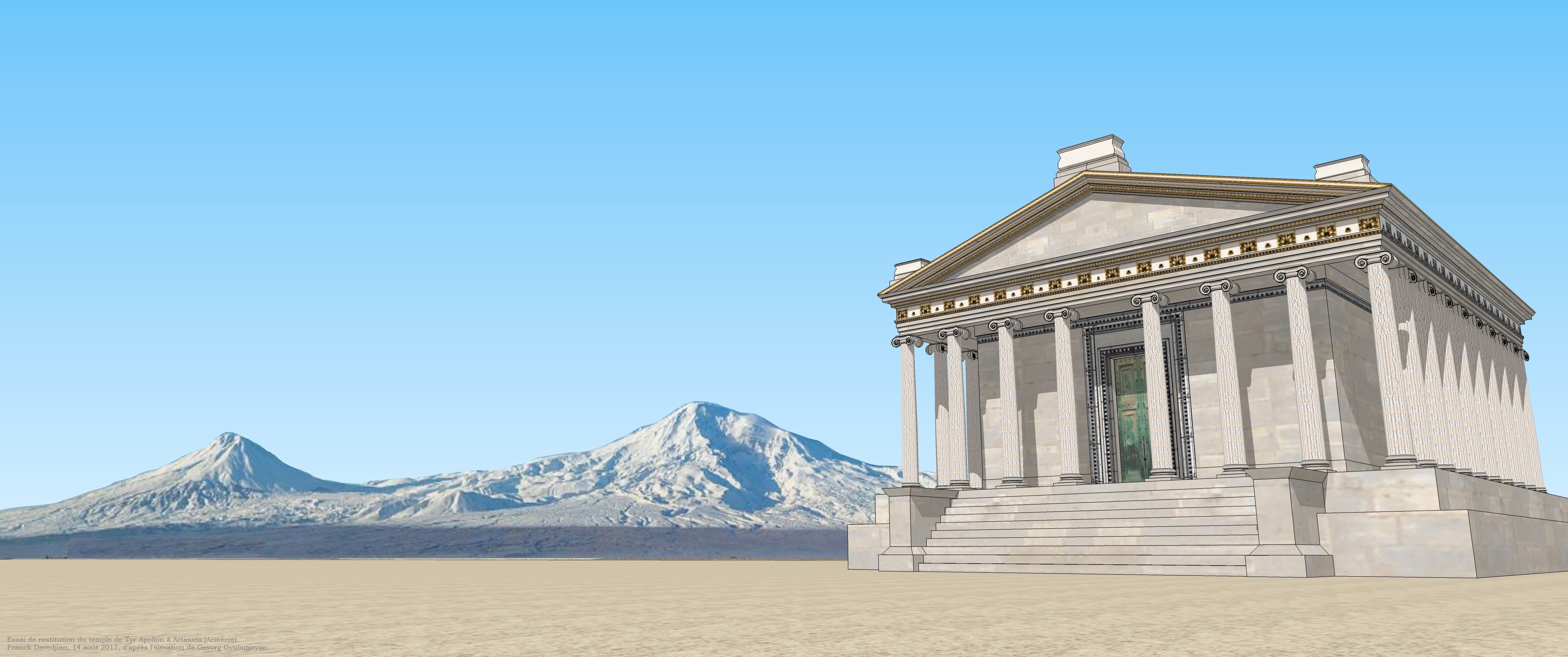
Essai de restitution du temple de Tyr Apollon à Artaxata, situé dans la ville basse, près de la rivière Araxe.

### Hors de l'enceinte

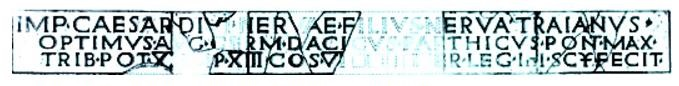
Inscription latine de la IVe légion sous Trajan, retrouvée au nord de la ville, en dehors de l'enceinte 116 après J.C.

#### Le camp de la IVelégion Scythe
Une inscription de la IVe légion romaine, dite Scythe, a été retrouvée au nord de la ville, hors l'enceinte, datée de 116. Sa taille - 8 mètres de long - donnerait à penser qu'elle avait été placée au sommet d'un édifice romain, probablement un arc de triomphe servant d'ornement à l'entrée d'un complexe militaire. En outre, la ville disposait de nombreux théâtres, et probablement d'un cirque pour les courses de chars, situé hors de l'enceinte. En effet, on sait que les chevaux arméniens étaient particulièrement prisés.